# Michel Camdessus

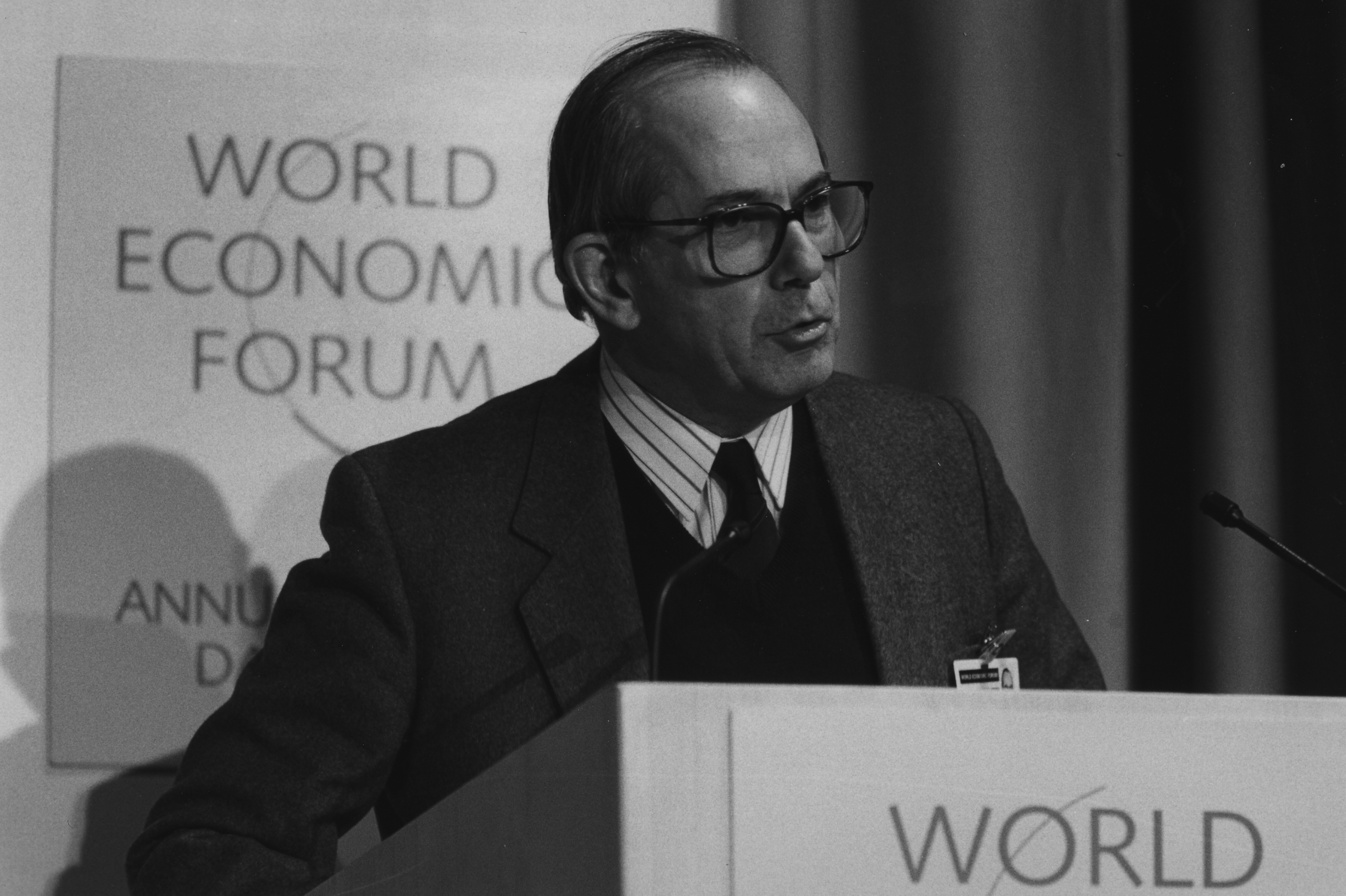
Michel Camdessus (1989)

Michel Camdessus (Bayonne, 1 mei 1933) is een Frans econoom en ambtenaar die van 16 januari 1987 tot 14 februari 2000 algemeen directeur van het Internationaal Monetair Fonds (IMF) was. Tot op heden is hij de langst dienende directeur van het IMF.
Een van de belangrijkste gebeurtenissen van zijn ambtstermijn was de Oost-Aziatische financiële crisis.  Zijn rol is wel bekritiseerd omdat hij niet genoeg aandacht zou hebben gegeven aan de unieke omstandigheden van de Oost-Aziatische landen en het blindelings opleggen van de maatregelen die in Mexico werden gebruikt. Dit leidde tot grote onrust en rellen in landen zoals Indonesië.

## Voetnoten
1. ↑  Stiglitz J.E, Globalization and its Discontents, 2002, W.W. Norton & Co, New York, ISBN 0393051242.